# Docteur Odyssey
Docteur Odyssey (Doctor Odyssey) est une série télévisée médicale américaine dramatique, créée par Ryan Murphy, Jon Robin Baitz et Joe Baken et diffusée du 26 septembre 2024 au 15 mai 2025 sur le réseau ABC et en simultané sur le réseau CTV au Canada.
Dans les pays francophones, la série est diffusée depuis le 24 octobre 2024 sur Disney+[réf. souhaitée].  Au Québec, elle sera diffusée sur TVA à partir de l'automne 2025.

## Synopsis
Max est un médecin qui travaille à bord de The Odyssey, un navire de croisière de luxe. Il a une équipe réduite mais très compétente qui gérent des cas médicaux uniques loin du rivage le plus proche.

## Distribution

### Acteurs principaux
- Joshua Jackson (VF : Alexandre Gillet) : Dr Max Bankman
- Phillipa Soo (VF : Magali Barney) : l'infirmière de pratique avancée Avery Morgan
- Sean Teale (VF : Franck Lorrain) : l'infirmier Tristan Silva
- Don Johnson (VF : Bernard Métraux) : le capitaine Robert Massey

### Acteurs récurrents
- Marcus Emanuel Mitchell (VF : Mike Fédée) : Spencer Monroe (12 épisodes)
- Jacqueline Toboni (VF : Laëtitia Lefebvre) : Rosie (11 épisodes)
- Rick Cosnett (VF : Pascal Nowak) : Corey (7 épisodes)
- Blanca Araceli : Viva (5 épisodes)

### Invités
Source et légende : version française (VF) sur RS Doublage

## Production

### Développement
En mars 2024, la chaine ABC annonce le lancement de la série créée par Ryan Murphy, Jon Robin Baitz et Joe Baken. Ils seront également les producteurs exécutives de la série aux côtés de Joshua Jackson, Paris Barclay, Eric Paquette, Alexis Martin Woodall, Eric Kovtun, Scott Robertson et Nissa Diederich.
Le 14 mai, la chaine ABC dévoile les premières images de la série. En août 2024, la chaine ABC dévoile la première bande annonce et annonce que la diffusion de la série débutera le 26 septembre 2024.
Le 27 juin 2025, la série a été annulée par défaut après une saison, après l'expiration des options des acteurs principaux.  Selon certaines sources, si ABC décidait de poursuivre la série, de nouvelles options devraient être obtenues.

### Attribution des rôles
En mars 2024 lors de l'annonce de la série, il est annoncé que Joshua Jackson sera le personnage principal de la série.
En avril 2024, l'acteur Don Johnson et l'actrice Phillipa Soo rejoignent le casting,.
Le 2 mai 2024, Sean Teale est annoncé au casting de la série.

### Tournage
Le tournage a commencé à Los Angeles en juillet 2024[réf. nécessaire].

## Épisodes
1. Épisode pilote (Pilot)
2. La Semaine des célibataires (Singles Week)
3. La Semaine de la chirurgie plastique (Plastic Surgery Week)
4. La Semaine de la santé (Wellness Week)
5. La Semaine d'Halloween (Halloween Week)
6. La Semaine de mariage (I Always Cry at Weddings)
7. Oh, Papa! (Oh, Daddy!)
8. Les Cancaneurs (Quackers)
9. Attaque de requins ! (Shark Attack!)
10. Attaque de requins ! Deuxième partie : L'Orque ! (Shark Attack! Part Two: Orca!)
11. La Semaine du casino (Casino Week) (- crossover avec 9-1-1)
12. La Semaine des dames qui ont la classe (Sophisticated Ladies)
13. Les Vacances de printemps (Spring Break)
14. La Semaine du jacuzzi (Hot Tub Week)
15. La Semaine de l'équipage (Crew Week)
16. Surbooking (Double Booked)
17. La Vague (The Wave)
18. La Vague, deuxième partie (The Wave: Part Two)